# West-Thürings voetbalkampioenschap 1912/13
In 1912/13 werd het derde voetbalkampioenschap van West-Thüringen gespeeld, dat georganiseerd werd door de Midden-Duitse voetbalbond. 
FC Germania Mehlis werd kampioen. Om een onbekende reden nam de club niet deel aan de Midden-Duitse eindronde, mogelijks omdat de competitie nog niet afgelopen was toen de eindronde begon. 

## 1. Klasse
| Plaats | Club                   | Wed.              | W                 | G                 | V                 | Saldo             | Ptn.              |
| ------ | ---------------------- | ----------------- | ----------------- | ----------------- | ----------------- | ----------------- | ----------------- |
| 1.     | FC Germania Mehlis     | 8                 | 7                 | 1                 | 0                 | 12:06             | 15:01             |
| 2.     | FC Zella 1905          | 8                 | 5                 | 1                 | 2                 | 15:12             | 11:05             |
| 3.     | FC Preußen Suhl        | 7                 | 2                 | 1                 | 4                 | 08:11             | 05:09             |
| 4.     | BC 1906 Hildburghausen | 6                 | 1                 | 1                 | 4                 | 01:01             | 03:09             |
| 5.     | SC Meiningen 1904      | 7                 | 1                 | 0                 | 6                 | 03:09             | 02:12             |
| 6.     | VfB 1909 Meiningen     | Teruggetrokken    | Teruggetrokken    | Teruggetrokken    | Teruggetrokken    | Teruggetrokken    | Teruggetrokken    |
| 7.     | SC 1904 Schmalkalden   | Gediskwalificeerd | Gediskwalificeerd | Gediskwalificeerd | Gediskwalificeerd | Gediskwalificeerd | Gediskwalificeerd |
| 8.     | SC 1907 Schleusingen   | Teruggetrokken    | Teruggetrokken    | Teruggetrokken    | Teruggetrokken    | Teruggetrokken    | Teruggetrokken    |

- BC Hildburghausen werd tussen april en mei 1913 gediskwalificeerd en nam volgend jaar ook niet deel aan de competitie.
- VfB Meiningen sloot zich in 1913 bij SC Meiningen 1904 aan, reeds gespeelde wedstrijden werden geannuleerd.
- SC Schmalkalden werd gediskwalificeerd, reeds gespeelde wedstrijden werden geannuleerd.
- SC Schleusingen werd naar de B-klasse teruggezet, reeds gespeelde wedstrijden werden geannuleerd.

|  | Kampioen                     |
|  | Promotie-degradatie play-off |
|  | Degradatie                   |

Promotie-degradatie play-off
|              |                   |       |                                    |  |
| 27 juli 1913 | SC Meiningen 1904 | 4 – 3 | Club Heiterkeit der Sp.Abt. Mehlis |  |
| 27 juli 1913 |                   |       |                                    |  |